# Пирожная
Пирожная (укр. Пиріжна) — село, относится к Подольскому району Одесской области Украины.
Самый северный населённый пункт данной области.
В XIX веке: «Лугская волость, Ольгопольский уезд, Подольская губерния. Пирожна, село бывшее владельческое, дворов 183, жителей 1402, церковь православная, питейный дом»
Население по переписи 2001 года составляло 1322 человека. Почтовый индекс — 66021. Телефонный код — 4867. Занимает площадь 2,78 км².

## Местная власть
68409, Одесская обл., Подольский р-н, г. Кодыма